# Восход (озеро)
Восход (фин. Nuutilanjärvi) — пресноводное озеро на территории Каменногорского городского поселения Выборгского района Ленинградской области.

## Общие сведения
Площадь озера — 0,6 км², площадь водосборного бассейна — 95,8 км². Располагается на высоте 13,9 метров над уровнем моря.
Форма озера лопастная, продолговатая: оно вытянуто с севера на юг. Берега каменисто-песчаные, преимущественно заболоченные.
Через озеро течёт река Нижняя Липовка, вытекающая из озера Липовского и впадающая в озеро Большое Градуевское, из которого берёт начало река Талинйоки, впадающая в реку Перовку. Перовка впадает в озеро Краснохолмское, из которого берёт начало река Суоккаанвирта, впадающая в Новинский залив, являющийся частью системы Сайменского канала, выходящего в Финский залив
Ближе к южному берегу озера расположены два небольших острова без названия.
К северу от озера проходит просёлочная дорога.
Населённые пункты вблизи водоёма отсутствуют.
Код объекта в государственном водном реестре — 01040300511102000009599.